# 弯苞橐吾
弯苞橐吾（学名：Ligularia curvisquama）为菊科橐吾属的植物，为中国的特有植物。分布在中国大陆的云南等地，生长于海拔3,950米至4,020米的地区，多生长在草地、林下、沼泽地以及草坡，目前尚未由人工引种栽培。